# بیات (افیون قره‌حصار)
بیات (به ترکی استانبولی: Bayat) یک منطقهٔ مسکونی در ترکیه است که در استان افیون قره‌حصار واقع شده‌است.